# Edmund Blair Leighton
Edmund Blair Leighton, född 21 september 1852 i London, död 1 september 1922 i London, var en engelsk målare. Han tillhörde prerafaeliterna. Blair Leighton målade framförallt motiv från medeltiden samt det tidiga 1800-talet (den så kallade Regency-eran c. 1811 – 1820), ofta föreställande kvinnor och riddare.
Edmund Blair Leighton var son till konstnären Charles Blair Leighton (1823–1855), som dog innan Edmund hunnit fylla tre år, och Caroline Leighton (née Boosey). Han utbildade sig vid University College School i nordvästra London därefter vid Royal Academy of Arts.
1885 gifte han sig med Katherine Nash och de fick en dotter och en son (E. J. Blair Leighton som även han tog upp målningen som yrke).

## Urval av målningar

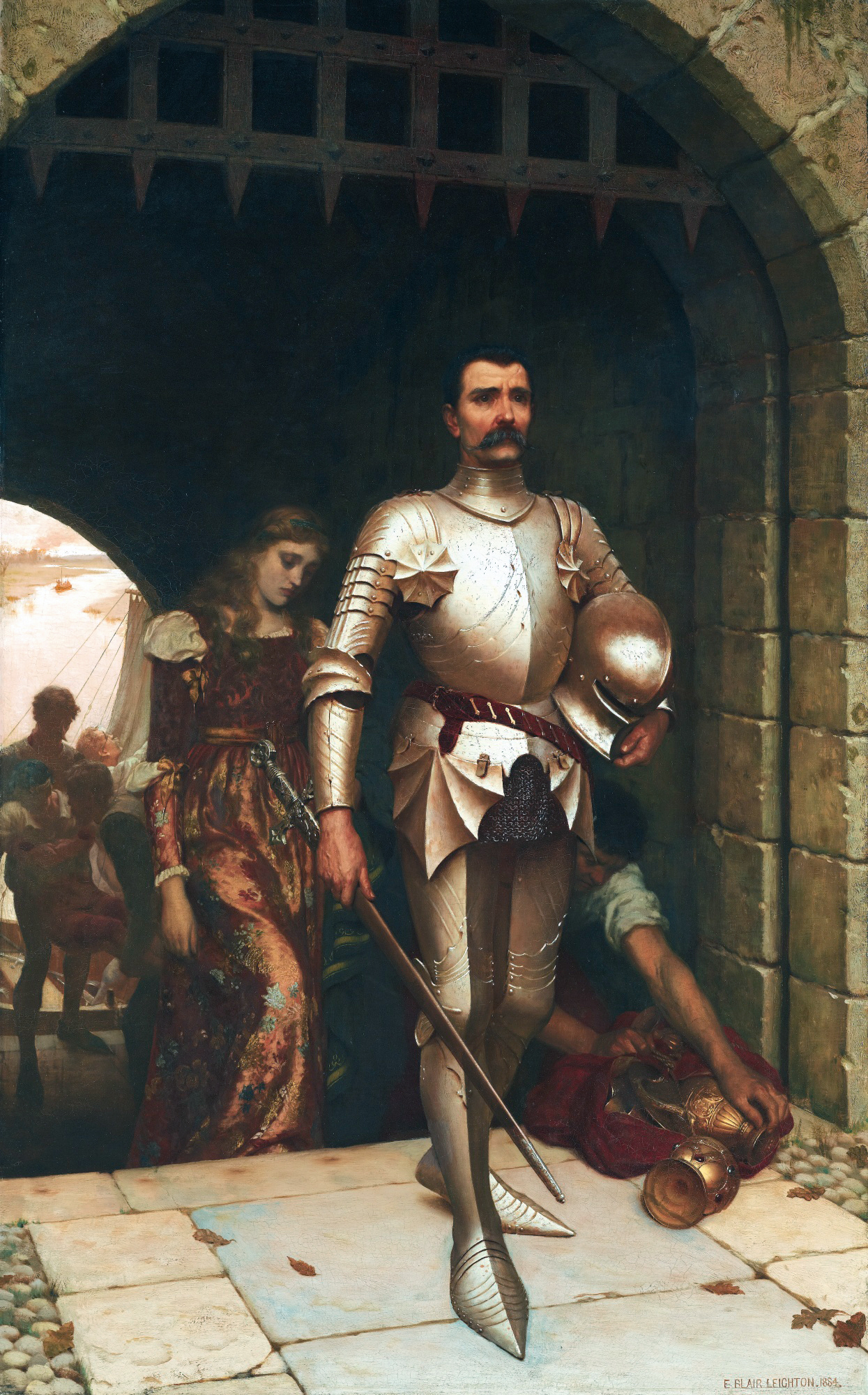
Conquest, 1884
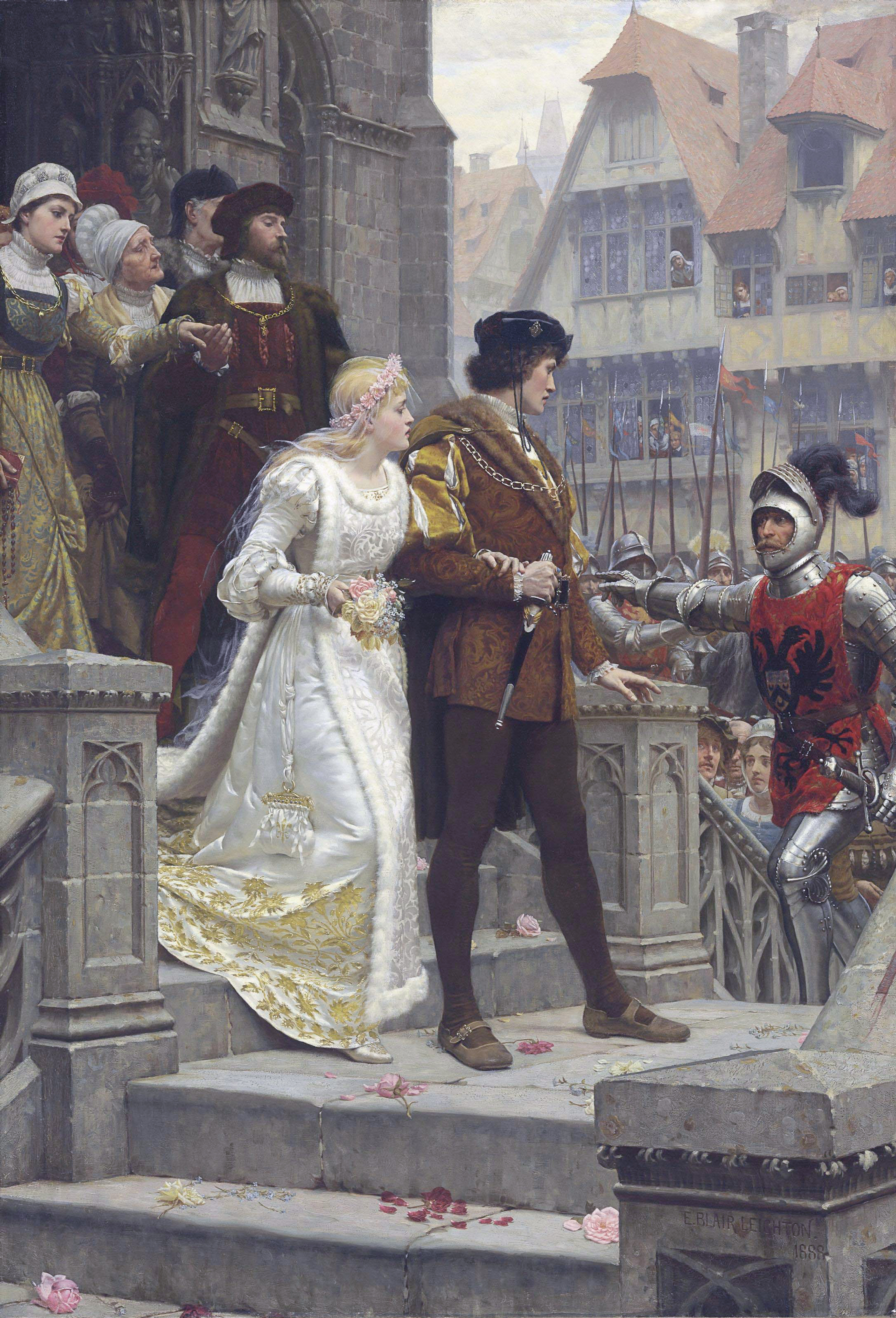
Call to Arms, 1888
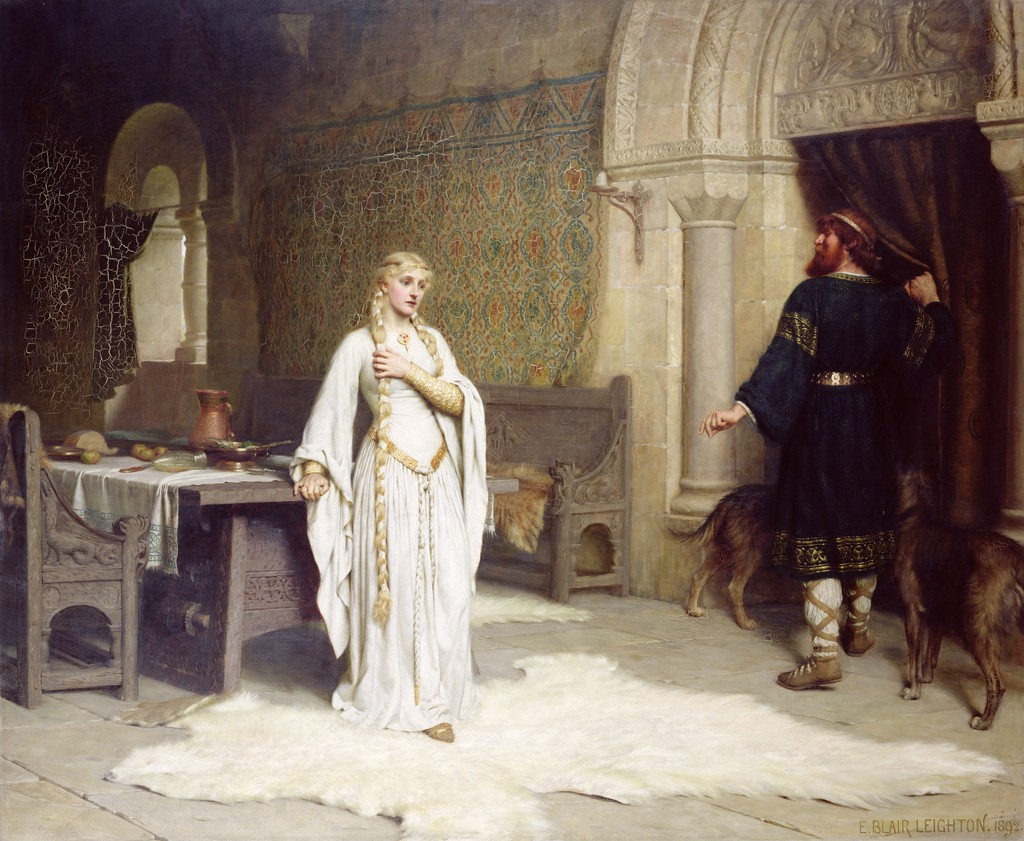
Lady Godiva, 1892
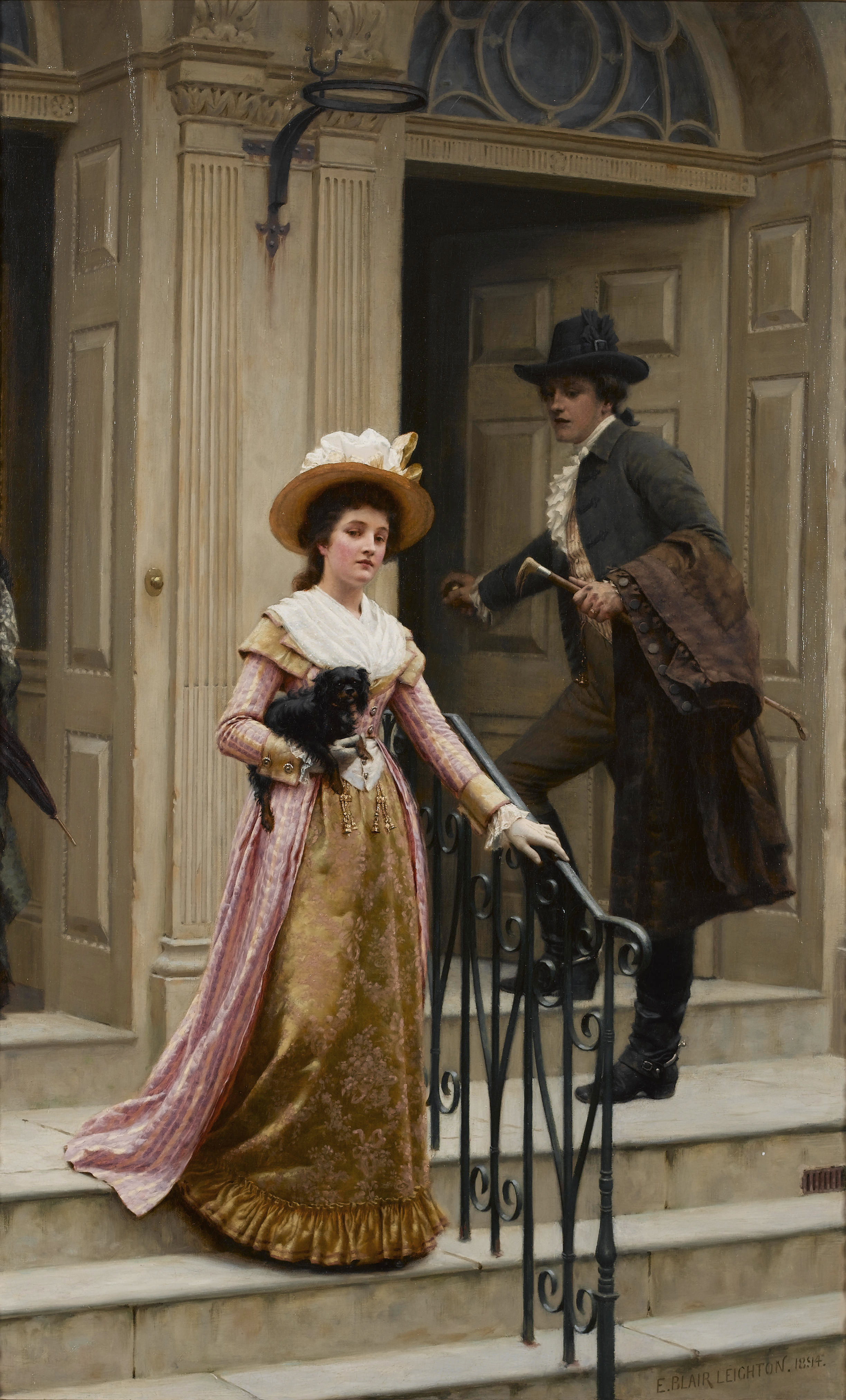
My Next-Door Neighbour, 1894
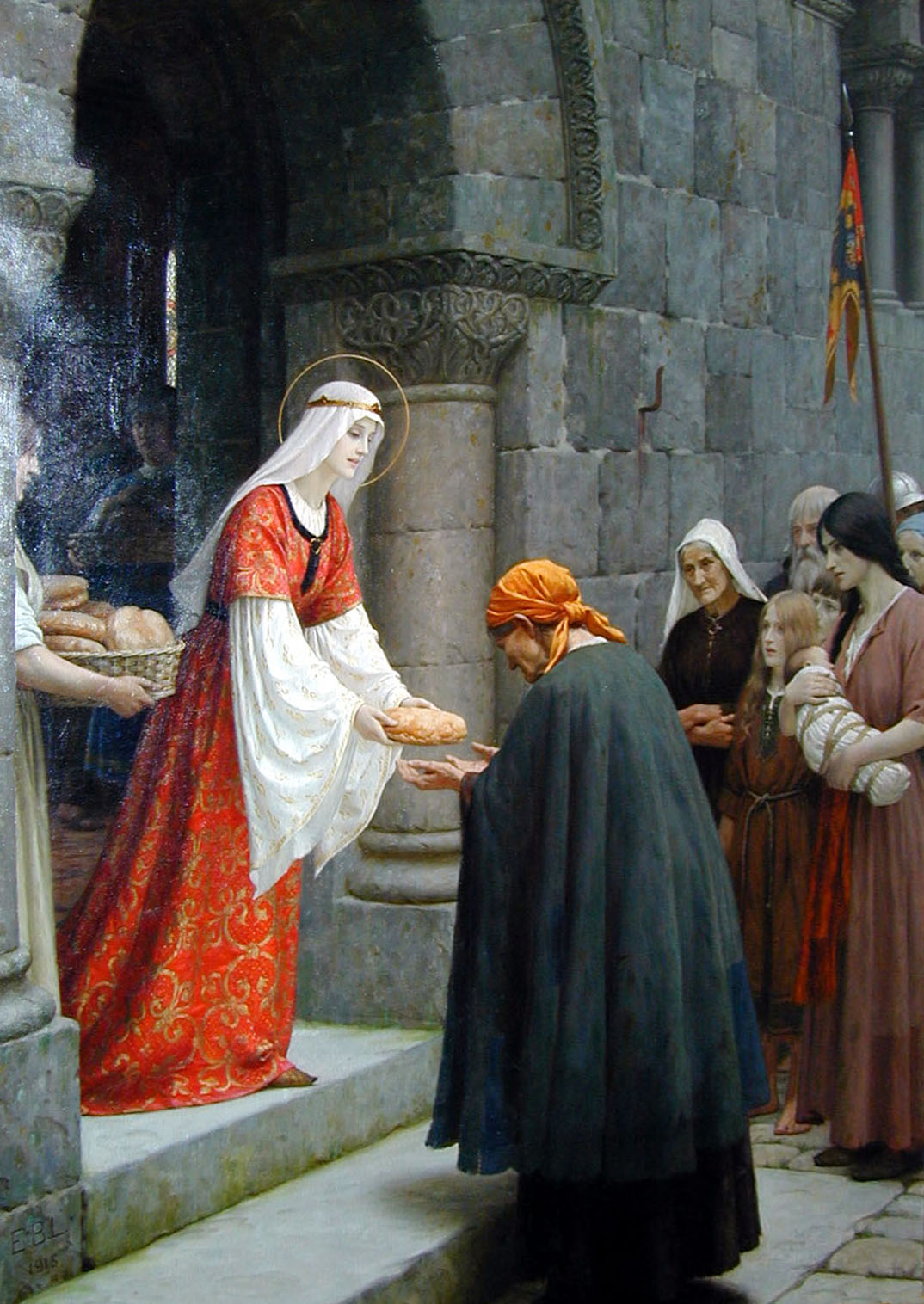
The Charity of St. Elizabeth of Hungary, 1895
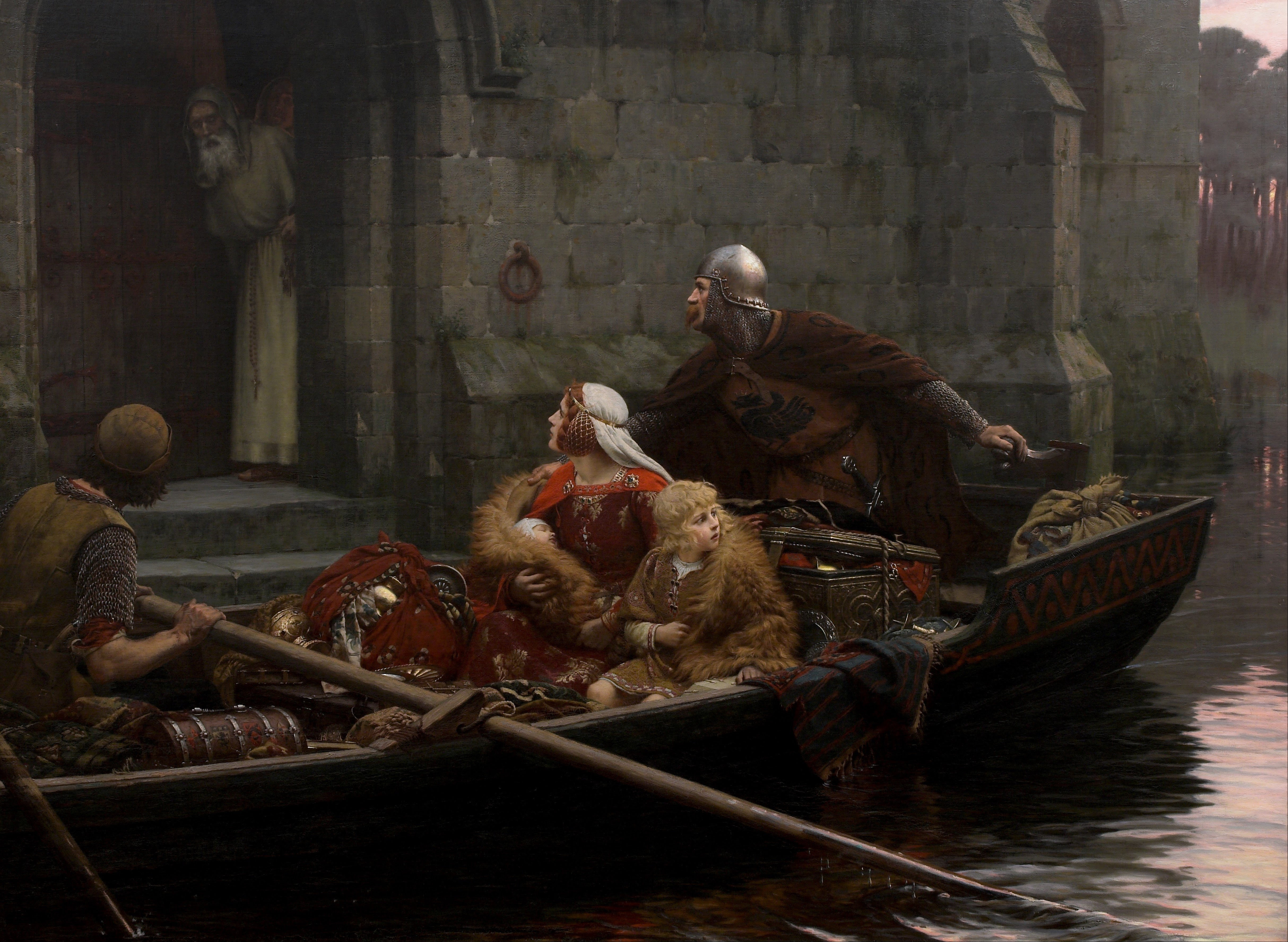
In Time of Peril, 1897
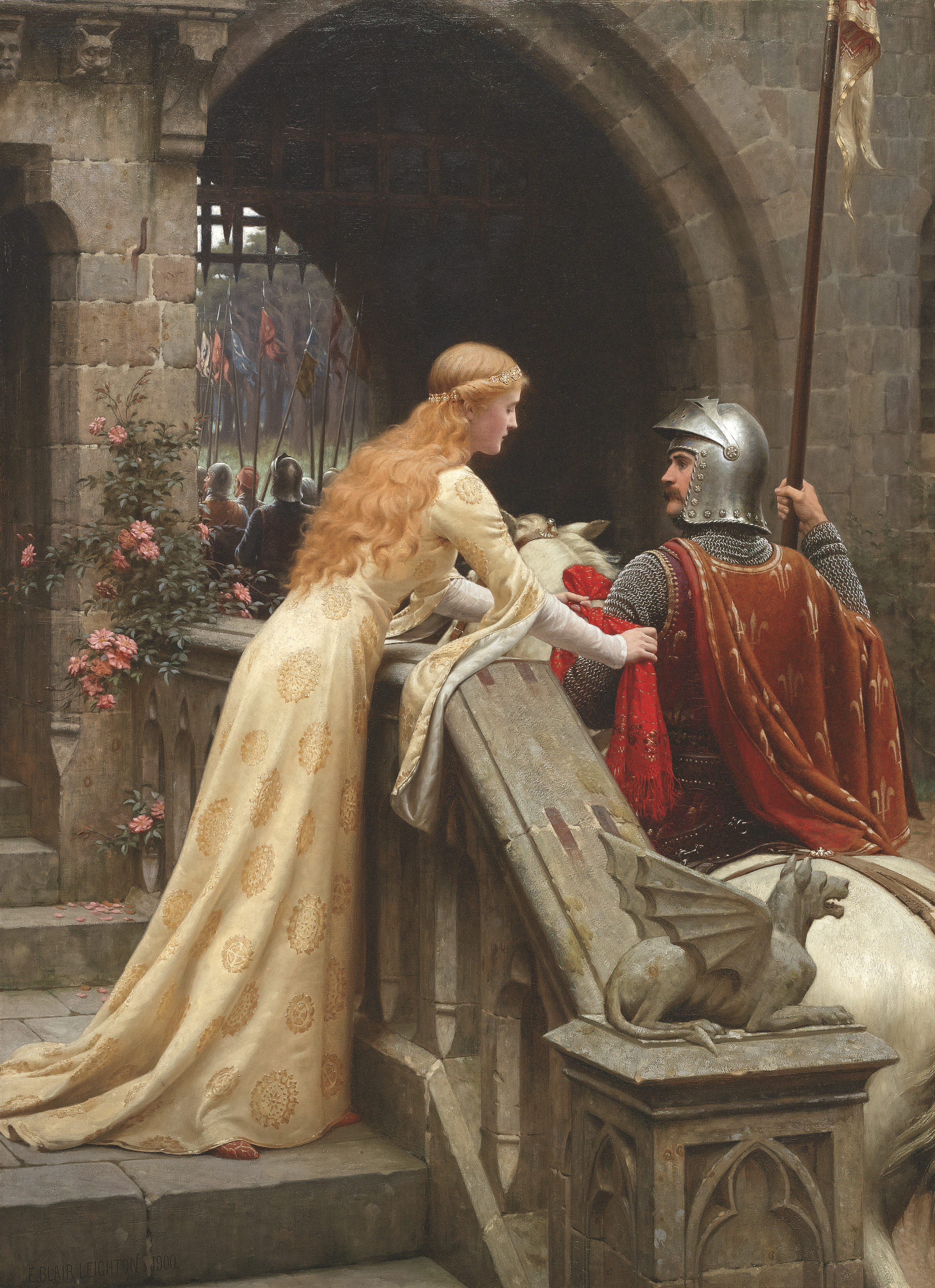
God Speed, 1900
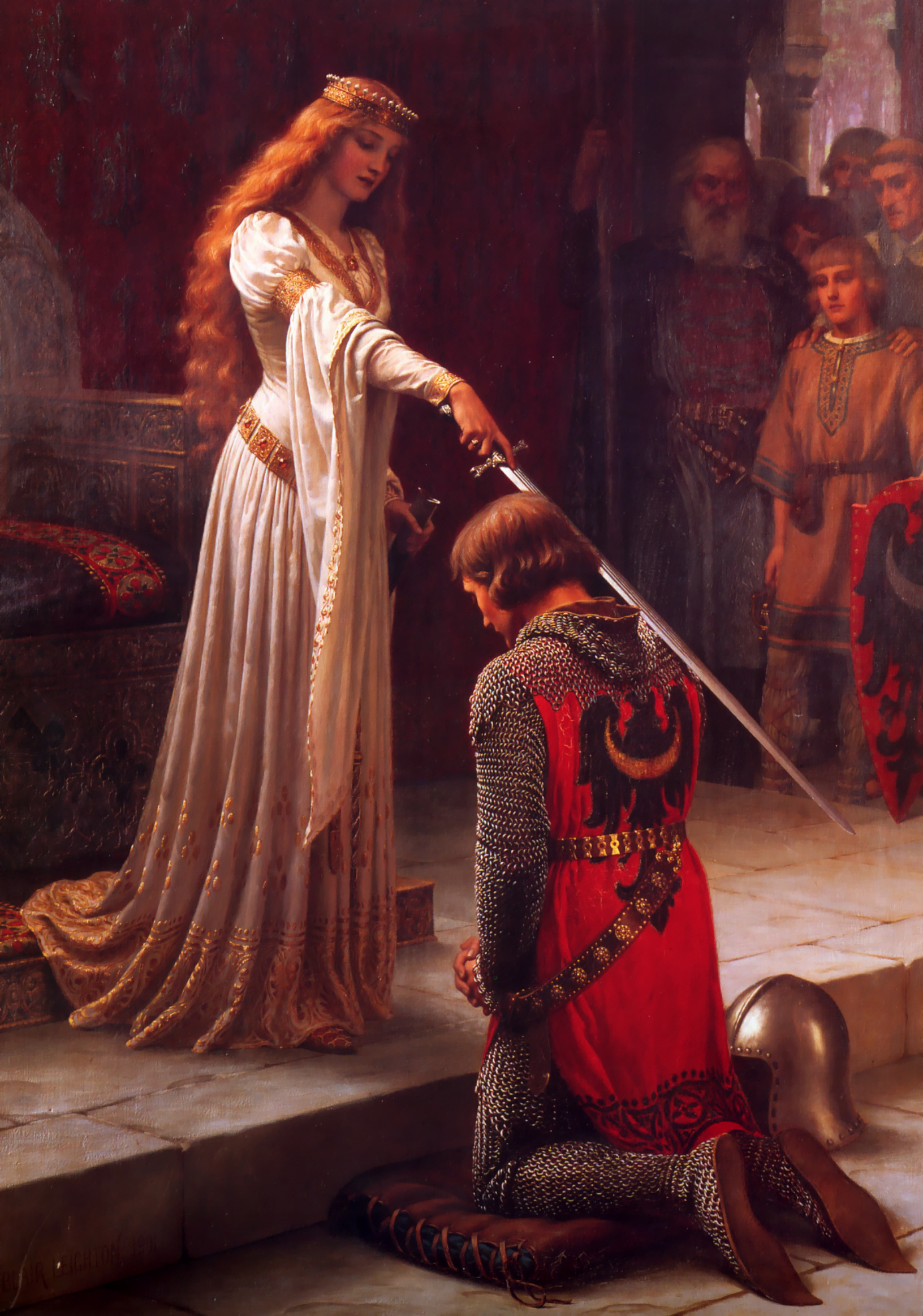
The Accolade, 1901
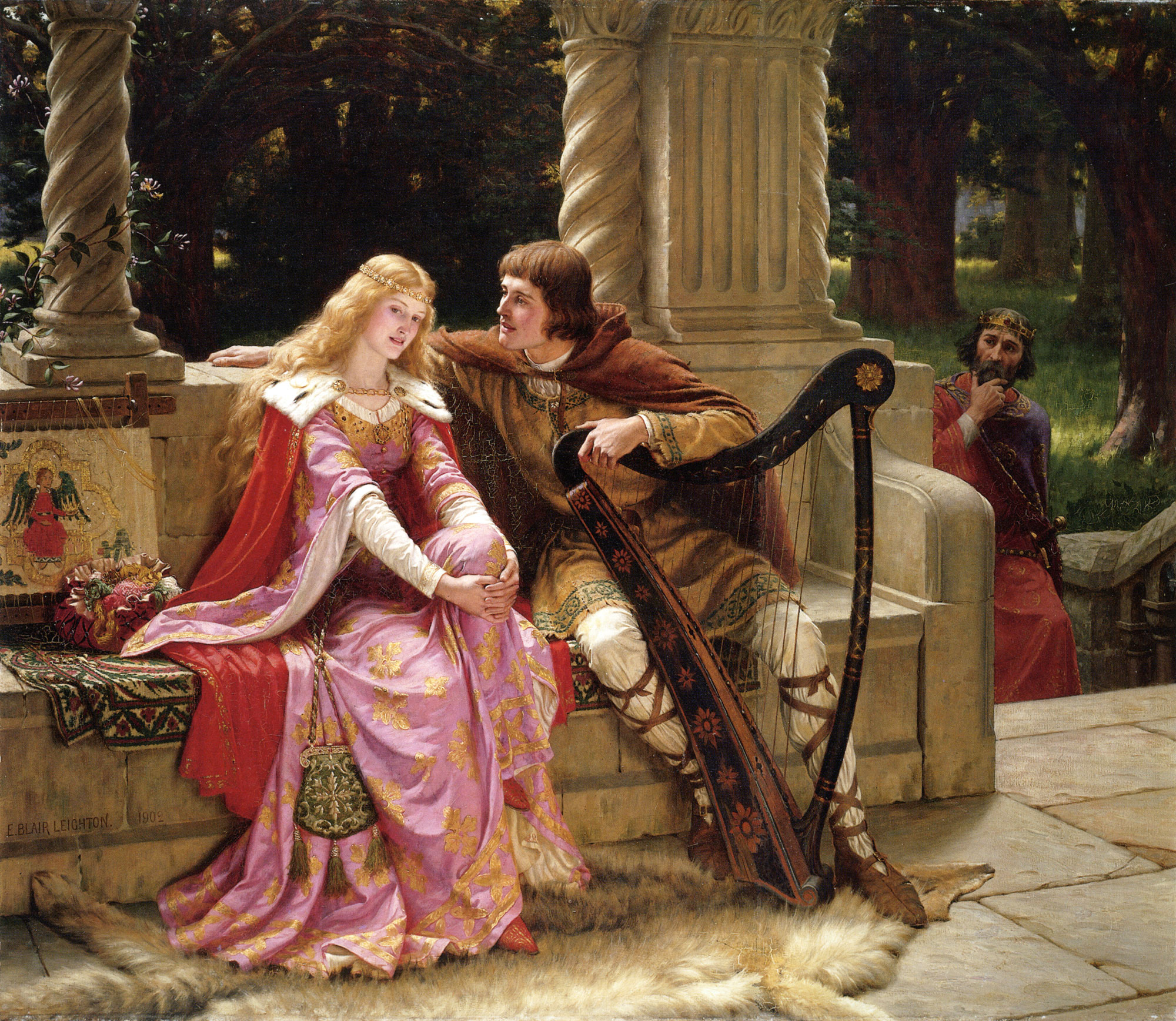
Tristan and Isolde, 1902
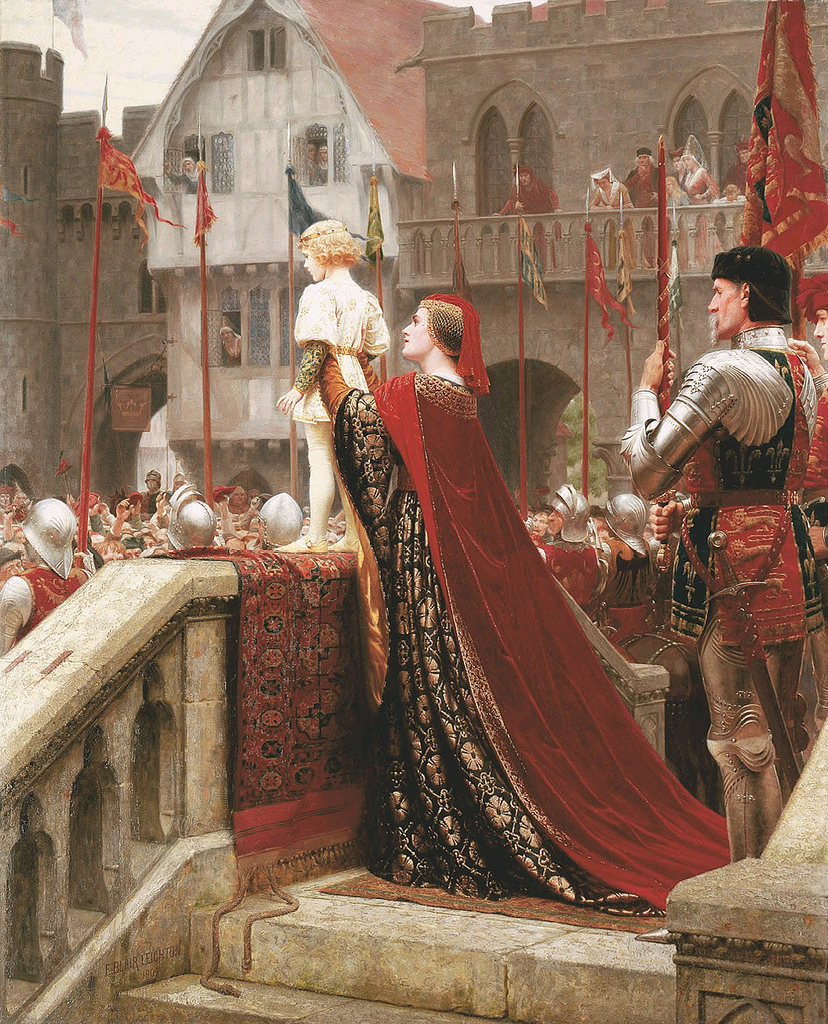
A Little Prince likely in Time to bless a Royal Throne (eller Vox Populi), 1904
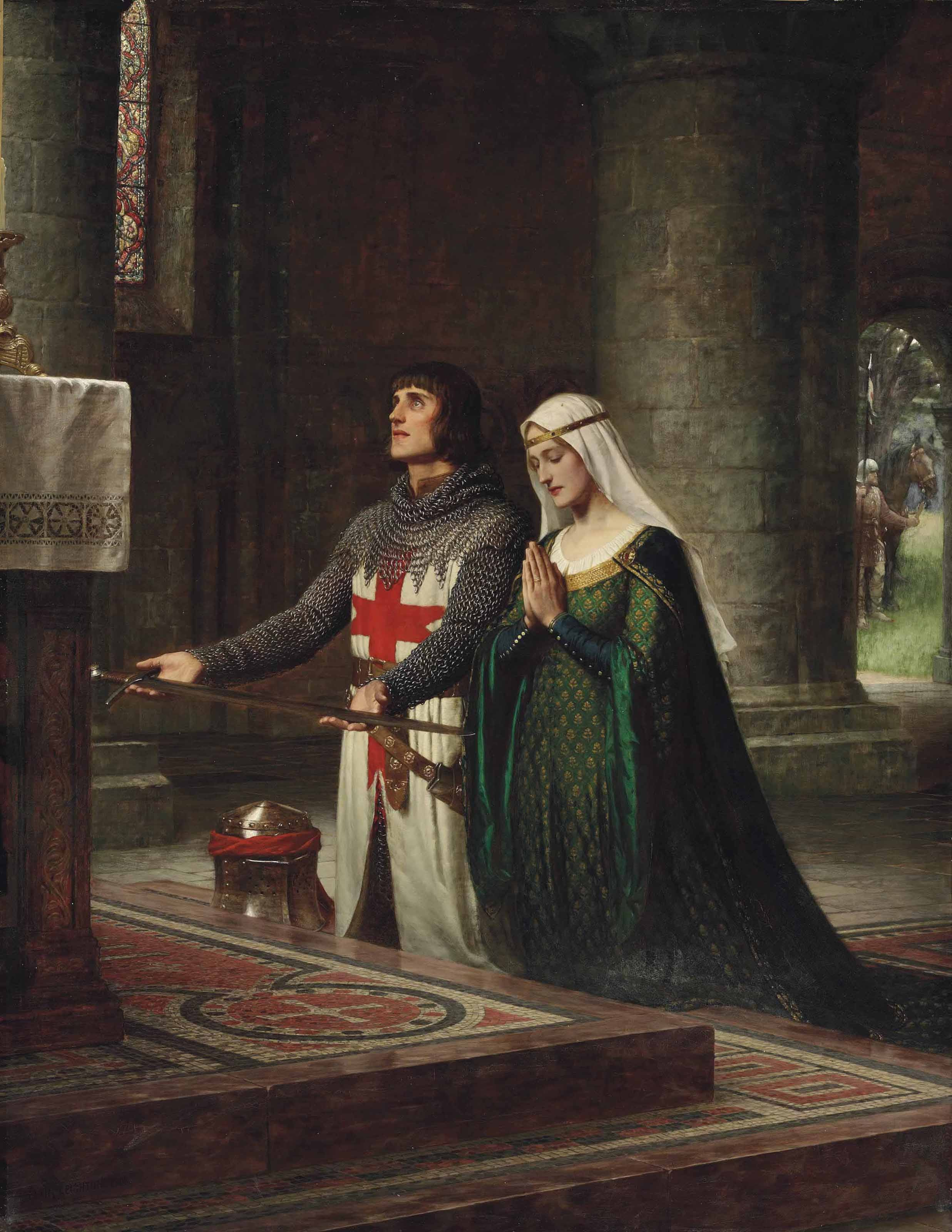
The Dedication, 1908
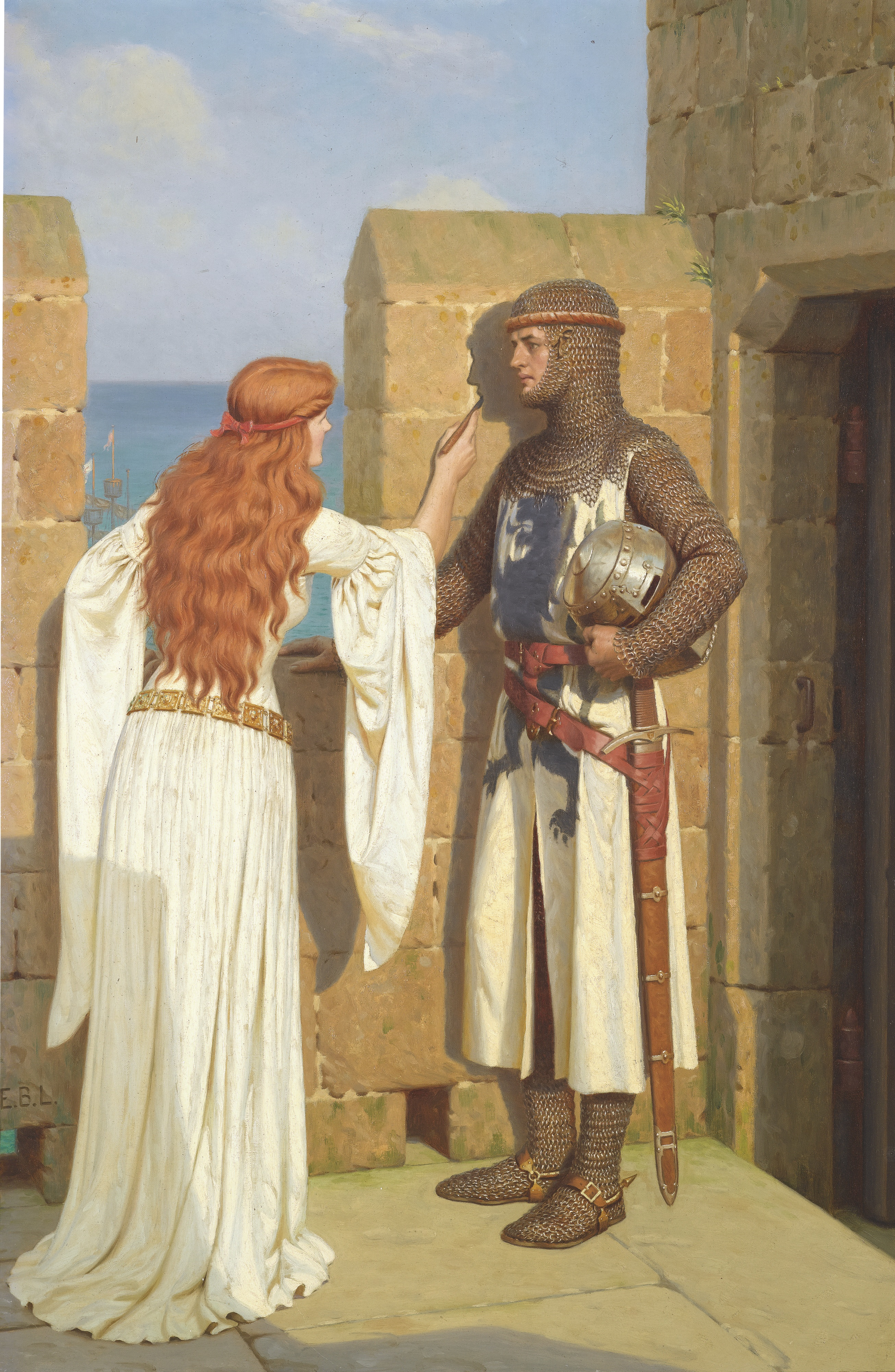
The Shadow, c. 1909
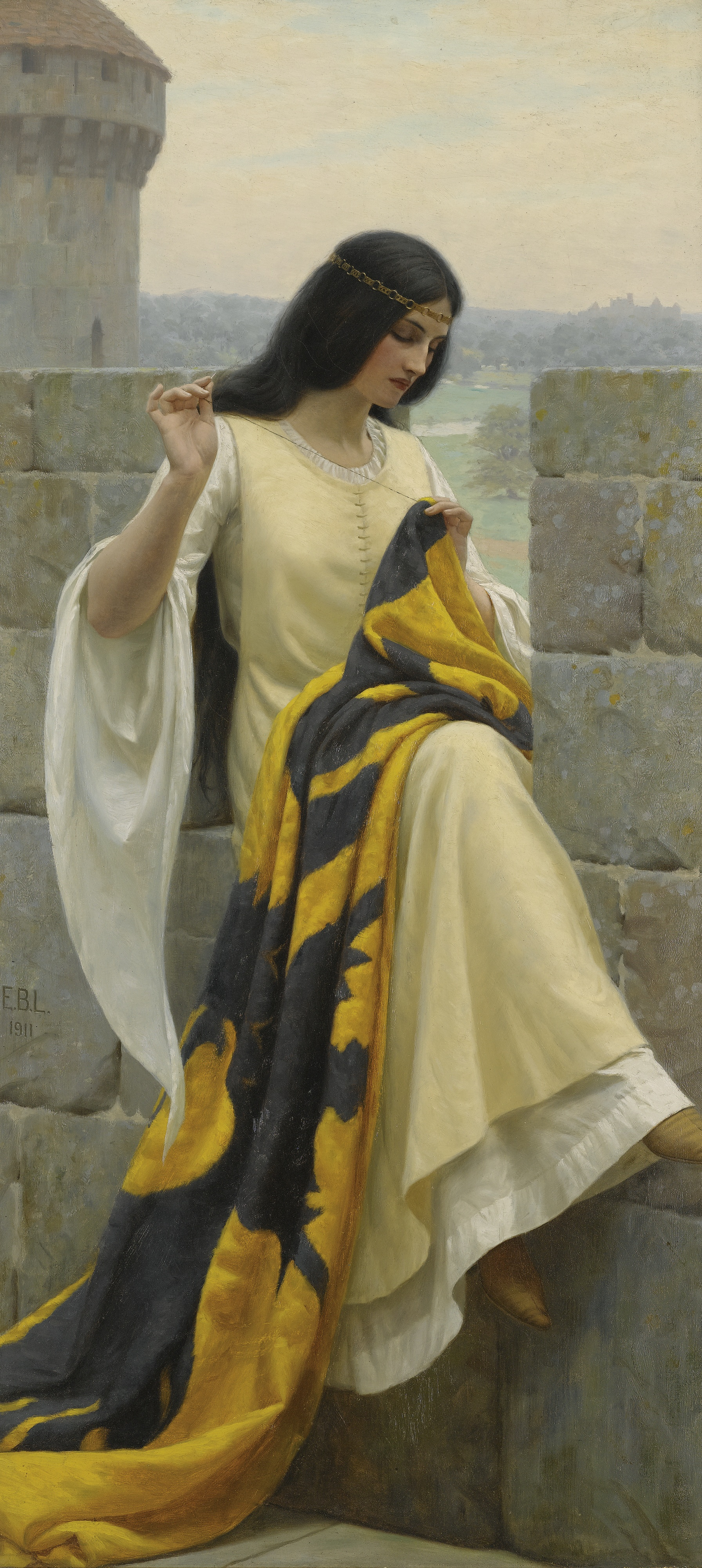
Stitching the Standard, 1911
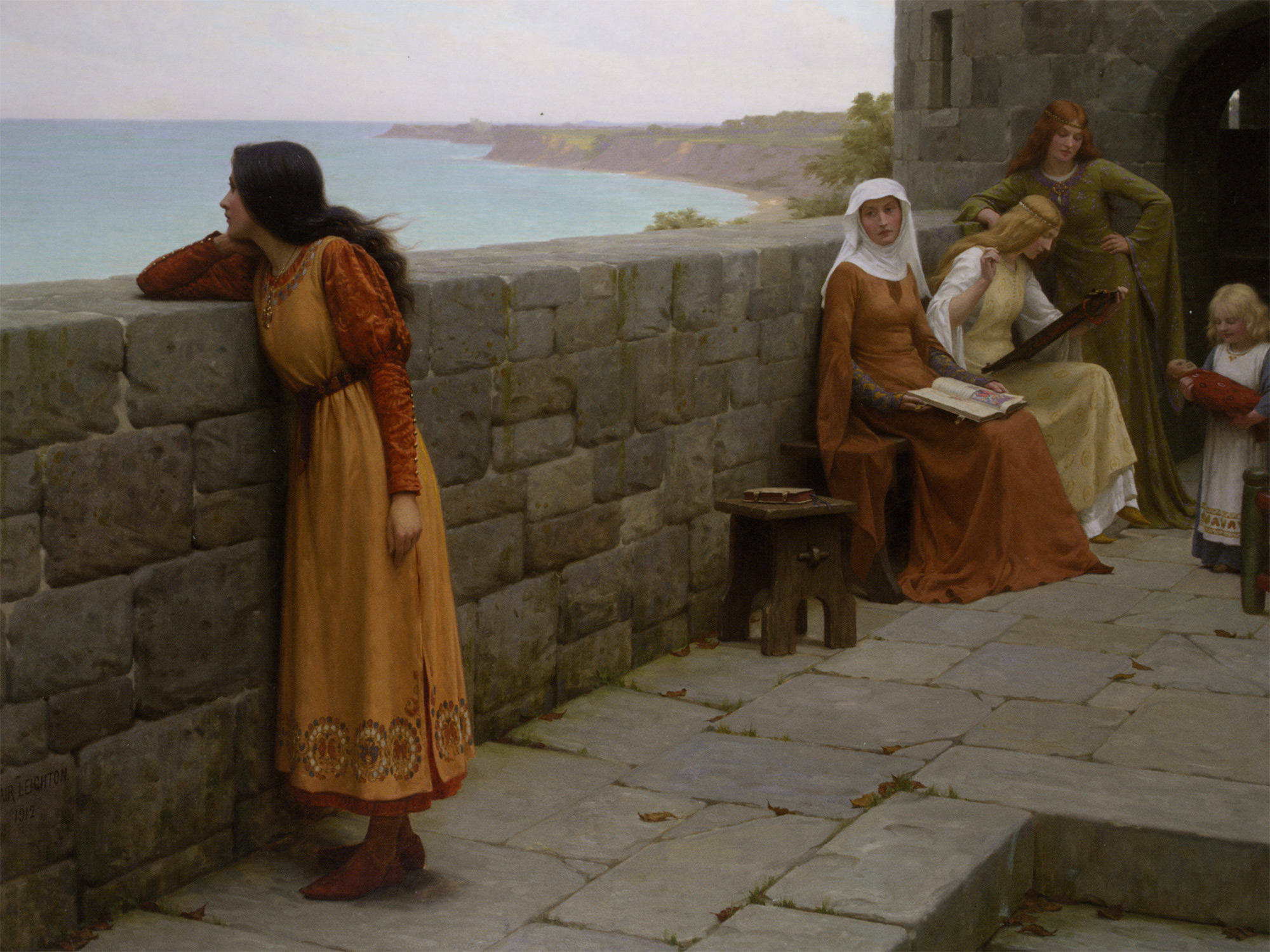
The Hostage, 1912
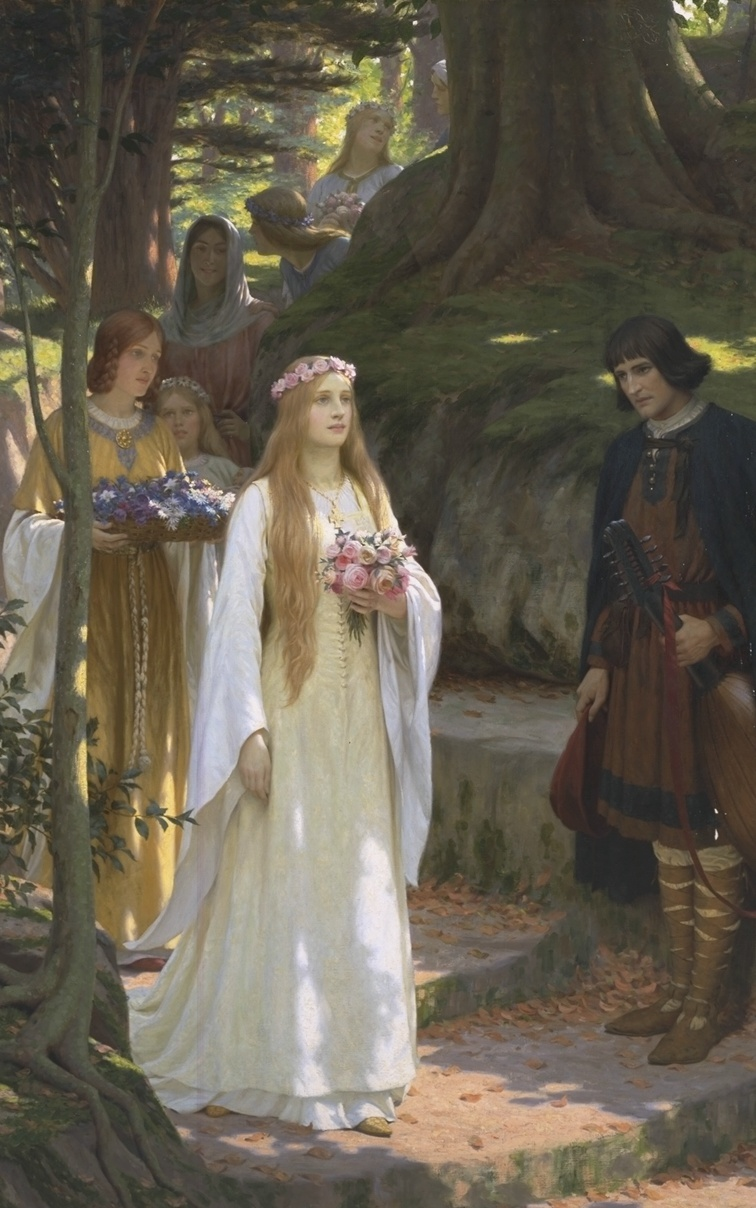
My Fair Lady, 1914